# Chatenet
Chatenet település Franciaországban, Charente-Maritime megyében. Lakosainak száma 217 fő (2022. január 1.). Chatenet Chantillac, Chevanceaux, Le Pin, Polignac, Pouillac, Sainte-Colombe és Sousmoulins községekkel határos.

## Népesség
A település népességének változása:
| Lakosok száma | 275  | 210  | 195  | 213  | 238  | 234  | 222  | 215  | 213  | 217  |
|               | 1968 | 1982 | 1990 | 2006 | 2013 | 2015 | 2017 | 2019 | 2020 | 2022 |